# Peça Porreres Cas Voltor
El Cas Voltor (o Cas Inestur) és un escàndol de presumpta corrupció política que va esclatar el 3 de febrer de 2010 amb la detenció de diversos alts càrrecs del partit Unió Mallorquina (UM) en el Govern de les Illes Balears. Arran d'aquestes actuacions policials, el 5 de febrer de 2010 el President Francesc Antich va expulsar Unió Mallorquina del Govern i de les altres institucions en les quals governava l'anomenat Pacte de Progrés, i va afrontar en minoria la resta de la legislatura 2007-2011.
El cas va ser separat, per la titular del Jutjat d'Instrucció número 10 de Palma, María del Carmen Abrines Marti, amb diverses peces separades, de la qual, la número 15 era la que feia referència a la Fundació Auditori de Porreres.

## Les primeres referències a premsa
Al maig de 2012 aparegué a la premsa que Bernat Bauçà, que pertanyia a la desapareguda Unió Mallorquina, estava imputat per la jutge Carmen Abrines per malversació de fons públics. Se l'acusava d'haver desviat una part d'una subvenció que l'ajuntament de Porreres va rebre de l'empresa pública Inestur per a l'organització de projectes d'arts escèniques, en el pagament de factures per les obres de construcció de l'edifici municipal. Aquestes factures que es van pagar amb aquesta partida de la conselleria de Turisme tenien data anterior a la signatura del conveni. Davant d'aquesta presumpta irregularitat, el llavors conseller de Turisme, Carlos Delgado, va enviar tota la documentació a la fiscalia anticorrupció, que va decidir presentar una denúncia al jutjat per un delicte de malversació de diners públics.
Feia alguns mesos que l'alcalde de Porreres es va canviar d'habitatge i es va traslladar a un nou edifici, de planta baixa i dos pisos, que es va construir a l'entrada de la localitat. Es va comprovar que el constructor que va realitzar aquesta obra és el mateix que va condicionar les obres del auditori municipal. Es tracta de l'empresa constructora Binid'or, que té la seu principal a la zona de Cala d'Or, al municipi de Santanyí. Els investigadors no cregueren que es tractés d'una casualitat que la mateixa empresa constructora, que no és ni tan sols de la localitat, realitzi les dues obres.

## Descripció de la peça
Els fets que es jutjaren es remunten a l'any 2008, quan Francesc Buils era conseller de Turisme i Antoni Oliver Ensenyat era director gerent d'Inestur. Segons l'escrit de la fiscalia, decidiren "de manera arbitrària" beneficiar amb fons públics el llavors batle de Porreres, Bernat Bauçà Garau, qui era del seu mateix partit polític, Unió Mallorquina.
Buils i Bauçà signaren una col·laboració entre les entitats que representaven (per una banda, Inestur, i per l'altra, la Fundació Auditori de Porreres) per desenvolupar el projecte d'arts escèniques. A partir d'aquí, segons l'acusació inicial, Bauçà s'aprofità a títol personal (en concret, per construir-se una casa) dels fons públics rebuts per l'Auditori. D'acord amb les proves aportades, finalment, l'acusació dels delictes de malbarataments de fons públics, prevaricació administrativa, frau a l'administració, tràfic d'influències i negociacions prohibides a funcionaris va quedar únicament en prevaricació administrativa.
Segons l'escrit de qualificació provisional, Buils i Oliver van signar l'abril del 2008 el conveni entre l'Inestur i la Fundació Auditori de Porreres per desenvolupar un projecte d'arts escèniques. Entre 2008 i 2009, i en virtut d'aquest conveni, el Govern va lliurar mig milió d'euros a l'Ajuntament de Porreres, que aquest va posar a disposició de l'esmentada fundació. Part dels fons es van destinar a realitzar obres al Teatre de Porreres, treballs que el batle hauria adjudicat sense concurs a l'empresa Binid'or, que ja havia intervingut en aquesta construcció. D'acord amb la fiscalia, l'alcalde hauria utilitzat diners del Govern per construir-se una vivenda, que va ser edificada per Binid'or. Bauçà va assegurar que es va demostrar que ell va pagar la seva casa amb fons propis i va rebutjar haver fet servir diners del Govern per a aquesta operació. L'acusació postulà que del mig milió lliurat per Inestur no es va justificat la destinació de poc menys de 380.000 euros. La resta sí que es va dedicar a les obres. La fiscalia reclamava a conseqüència 380.000 euros d'indemnització per al Govern.
El 2010, Inestur va sol·licitar a la Fundació Auditori de Porreres que justifiqués la despesa de les anualitats de 2008 i 2009 del conveni i posteriorment l'Agència de Turisme de les Balears va iniciar expedient per a la resolució del conveni i el reintegrament dels fons.

## Sentència
L'exconseller de Turisme (UM) Francesc Buils i l'exbatle de Porreres (UM) Bernat Bauçà acceptaren, cadascun, una pena de vuit anys i mig d'inhabilitació per exercir un càrrec públic per un delicte de prevaricació administrativa després d'arribar a una conformitat amb les parts i no haver-se celebrat el judici. Al tercer acusat d'aquesta peça 15 del cas Voltor, l'exdirector gerent de l'Inestur, Antoni Oliver, se li van retirat els càrrecs i va ser absolt.
Pel que fa a la responsabilitat civil, la Comunitat i l'ATB es reservaren l'exercici de l'acció civil per exercir-davant la jurisdicció contenciosa administrativa, trobant-se en tramitació davant la Sala del Contenciós-Administratiu del Tribunal Superior de Justícia de les Illes Balears (TSJIB). Se sol·licita el reintegrament de les quantitats percebudes per la Fundació. Aquest procediment es troba suspès per prejudicialitat penal.